# Pentagram (album Pentagramu)
Pentagram – debiutancki album studyjny doom metalowego zespołu Pentagram wydany w lutym 1985 roku przez wytwórnię Pentagram Records.

W 1993 roku został wydany pod tytułem Relentless. Album posiadał inną kolejność utworów oraz zmienioną okładkę.

## Lista utworów
1. „Relentless” – 3:50
2. „Sign of the Wolf (Pentagram)” – 3:10
3. „All Your Sins” – 4:38
4. „Run My Course” – 2:46
5. „Death Row” – 4:14
6. „Dying World” – 4:00
7. „The Ghoul” – 5:14
8. „You're Lost, I'm Free” – 2:18
9. „The Deist” – 3:48
10. „Sinister” – 4:33
11. „20 Buck Spin” – 4:20

## Twórcy
| Pentagram w składzie - Bobby Liebling – wokal, producent - Victor Griffin – gitara, producent - Joe Hasselvander – perkusja - Martin Swaney – gitara basowa | Personel - Tim Kidwell – producent - Bob Dunbar – inżynier dźwięku |